# Xylocopa flavifrons
Xylocopa flavifrons är en biart som beskrevs av Matsumura 1912. Xylocopa flavifrons ingår i släktet snickarbin, och familjen långtungebin. Inga underarter finns listade i Catalogue of Life.